# Улица Тёплый Стан
Улица Тёплый Стан — главная улица в районе Тёплый Стан города Москвы.
Проходит с востока на запад, начинается у Профсоюзной улицы (станция метро «Тёплый Стан»), идёт вдоль Тропарёвского лесопарка и заканчивается у улицы Академика Варги, которая образует замкнутый контур. Одной из особенностей улицы является отсутствие пересечений ее другими улицами, все перекрёстки Т-образные. Начало и конец являются её примыканиями, а к ней, в свою очередь, примыкают: с нечётной стороны — улица Генерала Тюленева (примерно в середине), а с чётной — улица Академика Виноградова (в самом конце). На всем протяжении улица Тёплый Стан является главной дорогой, а все «внутренние» светофоры находятся на пешеходных переходах. Исключения являются три места: место примыкания с двух сторон внутренних проездов от строительного колледжа и микрорайона напротив, оборудованное светофором, но формально не являющееся перекрёстком, а также выезд с платной парковки № 4060, находящейся на дублёре Профсоюзной улицы; светофор на этом участке регулирует движение автомобилей и пешеходов на переходе дублёра, и никак не затрагивает улицу Тёплый Стан.
На улице расположены: отделение колледжа градостроительства и сервиса № 38, детская поликлиника, школы, несколько детских садов, детская библиотека, ветеринарная клиника, магазины «Пятёрочка» (бывш. «Копейка»), «Магнит» формата «магазин у дома», Храм Анастасии Узорешительницы в Тёплом Стане. На пересечении улицы Тёплый Стан и улицы Академика Виноградова весной 2022 был поставлен памятник дивизиям 2-й, 3-й, 4-й и 5-й стрелковых дивизий народного ополчения города Москвы. Официальное открытие состоялось 5 мая 2022 года.

## Примечательные здания и сооружения
- № 2 — Храм Анастасии Узорешительницы в Тёплом Стане.
- № 9, корп. 2 — жилой дом. Здесь в 2000—2008 годах жил философ В. С. Швырёв[3].

## Транспорт
На пересечении улицы Тёплый Стан, Профсоюзной улицы и Новоясеневского проспекта находится станция метро «Тёплый Стан», а на пересечении улиц Тёплый Стан и Генерала Тюленева находится станция метро «Генерала Тюленева».
По улице проходят следующие автобусные маршруты (от Профсоюзной улицы):
- до Ленинского проспекта и станции метро «Тропарёво» — м27, 281, 553;
- до улицы Академика Варги — с14 (до конечной остановки «МФЦ Тёплый Стан»;
- от улицы Генерала Тюленева до улицы Академика Варги, далее — по проектируемому проезду № 6259 и обратно по улице Академика Виноградова до Профсоюзной улицы — 188.

Маршруты и их номера могут измениться в связи с планируемым запуском маршрутной сети «Магистраль» в ЮЗАО, ЗАО и ТиНАО.